# Fromelennes
Fromelennes – miejscowość i gmina we Francji, w regionie Grand Est, w departamencie Ardeny.
Według danych na rok 1990 gminę zamieszkiwało 1241 osób, a gęstość zaludnienia wynosiła 173 osób/km².